# Emerging Infectious Diseases
Emerging Infectious Diseases est une revue scientifique médicale publié en anglais par les Centers for Disease Control and Prevention (CDC), au sujet des maladies émergentes. Il est dans le domaine public et est publié mensuellement.